# Хенфляйн, Георг
Георг Хенфляйн (нем. Georg Hänflein; 17 марта 1848, Бреслау — 10 февраля 1908, Эльберфельд) — немецкий скрипач.
В 1862—1865 гг. учился в Лейпцигской консерватории у Фердинанда Давида. Летом 1865 г. выступал в составе оркестра Иоганна Штрауса-сына в серии концертов в Павловском вокзале. В 1866—1871 гг. концертмейстер Итальянской оперы в Санкт-Петербурге. Затем вернулся в Германию и в 1871—1874 гг. совершенствовал своё мастерство под руководством Йозефа Иоахима; 9 мая 1872 г. принял участие в отчётном концерте учеников Иоахима, исполнив вместе с Максом Броде концерт для двух скрипок И. С. Баха. С 1874 г. концертмейстер Ганноверской придворной капеллы, одновременно на протяжении 15 лет возглавлял струнный квартет (виолончель Эмиль Блуме). На рубеже 1880—1890-х гг. перебрался в Копенгаген.
Жена — пианистка Фернанда Хенрикес (с 1885 г.), во второй половине 1880-х гг. иногда аккомпанировала мужу. Младшая из их трёх детей, Элизабет Хенфляйн (1892—1984) — пианистка, замужем за датским художником Даниэлем Хвидтом (1889—1975); их сын — историк Кристиан Хвидт.
Хенфляйну посвящён струнный квартет Op.40 Рихарда Метцдорфа (1885).